# Marius Sørensen
Pour les articles homonymes, voir Sørensen.
Marius Sørensen, né le 8 avril 1891 à Hvorslev (Danemark) et mort le 9 décembre 1964 à Højby (Danemark), est un homme politique danois, membre des Sociaux-démocrates, ancien ministre et ancien député au Parlement (le Folketing).